# Ка-31
Ка-31 (изделие «503», по кодификации НАТО: Helix-E) — вертолёт радиолокационного дозора, разработанный ОКБ «Камов» для ВМФ СССР.

## История создания
В начале 1980-х годов после анализа конфликта в районе Фолклендских островов в СССР было начато сразу несколько проектов создания авиации ДРЛО морского базирования, одним из них стал проект вертолёта ДРЛО на базе противолодочного вертолёта Ка-29. Предполагалось, что такие машины будут базироваться на авианесущих крейсерах проекта 1143, дополняя самолёты ДРЛО. Активная разработка новой машины на ОКБ Камова началась в 1985 году. На этапе научно-исследовательских работ эта тематика получила наименование Ка-252РЛД (РЛД — радиолокационный дозор), позднее машина получила собственное обозначение Ка-31.
В 1986 году были утверждены полномасштабный макет вертолета и эскизный проект. Начались детальные работы по проектированию, после чего проводилась постройка опытных экземпляров. Для двух летных прототипов использовали находившиеся на Ухтомском вертолетном заводе им. Н. И. Камова недостроенные планеры вертолетов Ка-29. Позднее, перед непосредственным началом летных испытаний на них были нанесены голубые бортовые номера 031 и 032.
Главной задачей вертолета Ка-31 являлось обнаружение в любое время суток и в любых метеоусловиях низколетящих воздушных целей, включая противокорабельные ракеты. Для этого вертолет был оснащен комплексом Е-801 «Око», разработанным Горьковским НИИ радиоэлектроники. Комплекс обеспечивал обнаружение воздушных целей типа «истребитель» на удалении до 150 км и надводных целей типа «патрульный катер» на удалении в 250 км. Комплекс позволял осуществлять одновременную работу сразу по 20 целям. Основу комплекса составляла радиолокационная станция дециметрового диапазона волн с автоматической передачей информации на пункты управления и установленной под фюзеляжем вращающейся на 360 градусов массивной антенной с фазированной решеткой. Для обеспечения оборудования электроэнергией вертолёт оснастили мощной вспомогательной силовой установкой и дополнительными топливными баками.
Пилотажно-навигационный комплекс вертолета был разработан Саратовским КБ приборостроения. Помимо стабилизации полета вертолета с вращающейся антенной, комплекс обеспечивал выдерживание необходимых параметров курса и высоты, полет по заданному маршруту, автоматический заход на посадку, а также зависание на высоте 25 метров над ее местом.
Первый полет Ка-31 состоялся в 1987 году, в течение следующих трех лет прошли его испытания. Одновременно вертолёт готовили к серийному производству на Кумер-тауском АПО. После долгих испытаний и оптимизации в 1995 году вертолёт был принят на вооружение авиации ВМФ России. Два имеющихся экземпляра предполагалось базировать на единственном российском тяжелом авианесущем крейсере «Адмирал Кузнецов» и эсминце «Современный».
В 1999 году был заключен контракт на сумму 207 млн долларов, предусматривавший поставку ВМС Индии девяти вертолетов Ка-31 для комплектации перестроенного на Севмаше авианосца «Викрамадитья», для чего в Кумертау на КумАПП было налажено серийное производство Ка-31. Контракт был завершён в 2001—2004 годах.
В рамках опытно-конструкторской работы «Горьковчанин» разработана модификация Ка-31СВ для нужд Сухопутных войск с радиотехническим комплексом разведки наземных целей Л-381. Лётные испытания Ка-31СВ стартовали в ноябре 2004 года. Сам вертолет являлся переоборудованным первым прототипом Ка-31. Его внешнее отличие заключалось в «армейском» камуфляже. С 2006 года проводились испытания и второго экземпляра Ка-31, модернизированного в сухопутный вариант. Согласно данным годовых отчетов ОАО «Камов», в 2009 году был проведен второй этап совместных летных испытаний опытного образца вертолета Ка-31СВ при его корабельном базировании.
В 2009 году был заключён дополнительный контракт с Индией ещё на пять машин, при этом Индия планирует оснастить Ка-31 системой дозаправки в воздухе. После ввода в строй первых авианосцев ВМС КНР Китай заключил контракт на производство девяти машин, первая из которых была поставлена в ноябре 2010 года. В 2010-х годах вертолёты Ка-31 получили на вооружение новый комплекс БКС-252.

## Конструкция
Основным элементом конструкции является РЛС с вращающейся антенной длиной 5.75 м и площадью 6м2. Антенна установлена под фюзеляжем и прилегает к его нижней части в сложенном положении. При работе антенна открывается на 90° вниз, при этом опоры шасси прижимаются к фюзеляжу, чтобы не мешать вращению антенны. Время полного оборота антенны составляет 10 сек. РЛС обеспечивает одновременное обнаружение и сопровождение до 20 целей. Дальность обнаружения составляет: для самолётов 100—150 км, для надводных кораблей 250—285 км. Продолжительность патрулирования — 2.5 ч при полёте на высоте 3500 м.
Для стабилизации полёта с вращающейся антенной был разработан специальный пилотажно-навигационный комплекс. Он также выполняет функции автопилота, обеспечивает автоматический заход на посадку и зависание на высоте 25 м над местом посадки. Вертолёт Ка-31 может выполнять полёты в любое время суток и в сложных метеорологических условиях.

## Модификации
| Название модели | Краткие характеристики, отличия. |
| --------------- | --- |
| Ка-31Р          | Вертолёты этой модификации получили на вооружение комплекс БКС-252. |
| Ка-31СВ (Ка-35) | Для ВМФ РФ. Вертолёт из состава вертолётного комплекса радиолокационной разведки наземных целей (ВКРРНЦ) 1К130 (ОКР «1К130», в комплекс входят изделия 23Д2, 9С925, 1И140). |

## ЛТХ
- Габариты
  - Диаметр несущих винтов: 15,90 м
  - Длина фюзеляжа: 11,60 м
  - Ширина фюзеляжа: 3,80 м
  - Высота: 5,50 м
- Основные массы
  - Пустой: 5520 кг
  - Нормальная взлётная:	11400 кг
  - Максимальная взлётная: 12500 кг
- Силовая установка

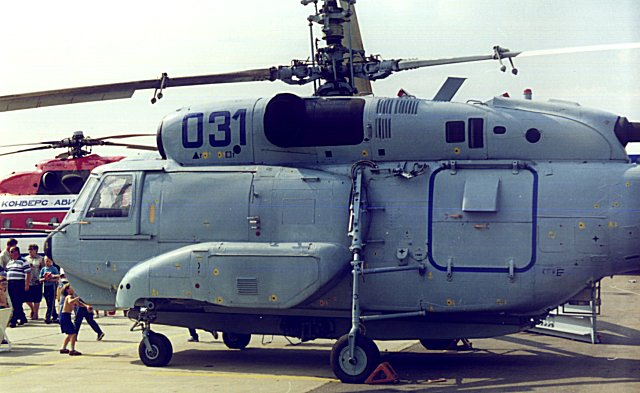
Ка-31 на выставке МАКС-1997

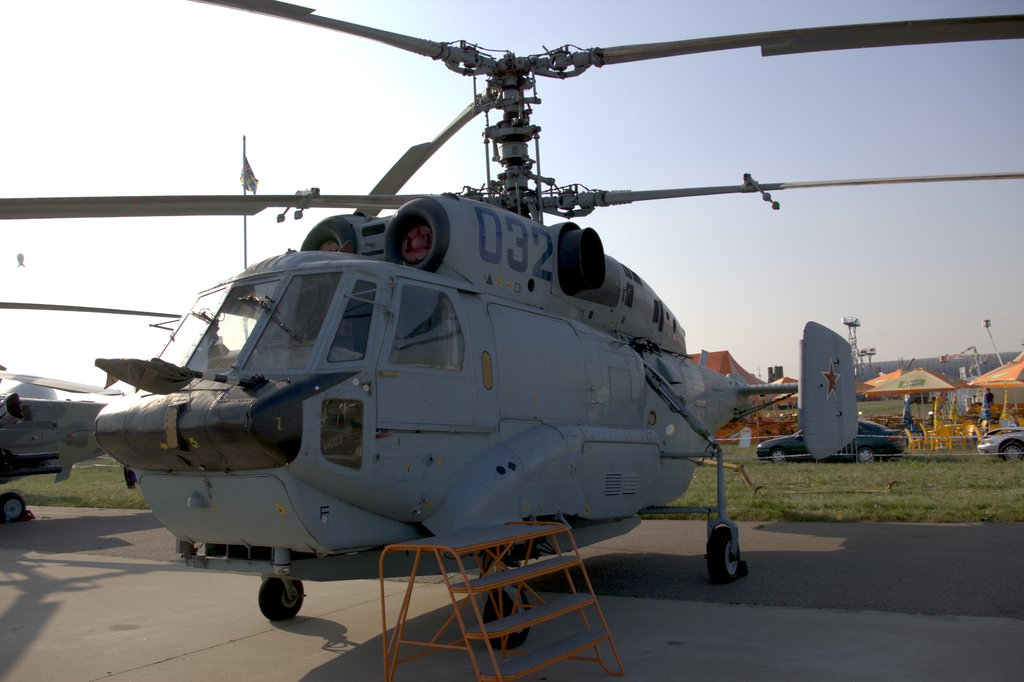
Ка-31 на выставке МАКС-2007

  - Количество, тип, марка: 2 х ТВЗ-117ВМА
  - Мощность: 2 х 2200 л. с.
  - Вспомогательная силовая установка: ТА-8К
  - Эквивалентная воздушная мощность: 107 кВт
- Лётно-технические характеристики
  - Экипаж: 3 чел.
  - Крейсерская скорость: 220 км/ч
  - Максимальная скорость: 250 км/ч
  - Дальность полёта практическая: 680 км
  - Статический потолок: 3500 м
  - Динамический потолок: 5000 м

## На вооружении

### Состоит на вооружении

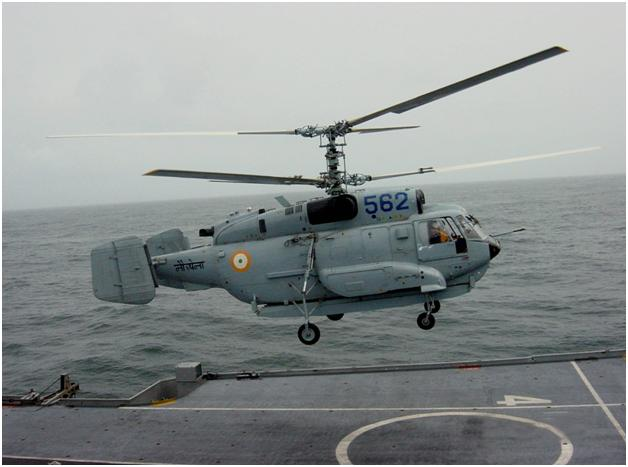
Ка-31 индийского флота

- Авиация ВМФ России — 2 Ка-31Р по состоянию на 2024 год[3].
- Авиация ВМС Индии — 11 Ка-31, по состоянию на 2023 год.[4] В августе 1999 Индия заказала 9 Ка-31 на общую сумму $207 млн. Контракт был выполнен к концу 2004 года. В 2009 году было заказано еще 5 Ка-31 стоимостью около $20 млн каждый[5].
- Военно-морская авиация КНР — 9 Ка-31, по состоянию на 2023 год[6]

### Состоял на вооружении
- Авиация ВМФ СССР